# Bitwa pod Diemiańskiem
Bitwa pod Diemiańskiem (niem. Festung Demjansk lub Kessel von Demjansk; ros. Демя́нский котёл) – bitwa na froncie wschodnim, stoczona w 1942 roku podczas II wojny światowej pomiędzy oddziałami Armii Czerwonej a Wehrmachtu wokół miasta Diemiansk, na południe od Leningradu. 

## Przebieg działań bojowych
Siły niemieckie biorące udział w bitwie obejmowały II Korpus Armijny (pięć dywizji piechoty: 12., 32., 30., 123. i 290. oraz Grupa SS "Totenkopf" i Korpus Zorna), natomiast siły radzieckie składały się z trzech armii (11., 34. oraz 3. Uderzeniowej) oraz dwóch (1. i 4.) brygad spadochronowych.
Bitwa rozpoczęła się 8 lutego 1942 roku, kiedy to Sowieci potężnymi siłami rozerwali front niemiecki pomiędzy miastami Stara Russa i Chołm oraz doprowadzili do okrążenia w rejonie Diemianska znacznych sił niemieckich (95 000 ludzi i 20 000 koni). Zostały one zamknięte na obszarze około 3000 km². 
Niemcy nie mogąc przerwać radzieckich linii i połączyć się z oblężonymi, zdecydowali się zaopatrywać ich drogą lotniczą. Oznaczało to, że aby wojska niemieckie walczące w kotle nie straciły zdolności bojowej codziennie musiało do nich dotrzeć od 100 do 150 samolotów z zaopatrzeniem w postaci broni, amunicji, żywności i lekarstw. Obliczono, że dzienne zaopatrzenie powinno wynosić minimum 200 ton. W ciągu trwania całej bitwy tą drogą przewieziono 64 844 tony materiałów, a wywieziono ponad 35,5 tysiąca rannych. Droga, którą musiały przelecieć samoloty, wynosiła zaledwie 40 km. 
Niemcy wielokrotnie próbowali wyrwać się z okrążenia, jednak radzieckie siły były zbyt duże i początkowo ich plany spełzały na niczym. Jednak 21 kwietnia 1942 roku około godziny 18:00, po trwającym już 7 dni natarciu, Niemcom udało połączyć się z siłami głównymi, co pozwoliło na odbudowę ciągłości frontu. Straty były jednak duże, szczególnie w 3 Dywizji Pancernej SS Totenkopf, co spowodowało, że dowództwo zadecydowało aby zmienić jej nazwę na Grupa Bojowa Eicke.

## Ordre de Bataille

### Jednostki Armii Czerwonej
- 1 Armia Uderzeniowa
- 11 Armia
- 16 Armia Uderzeniowa
- 34 Armia[5].

### Jednostki niemieckie
- 16 Armia (II Korpus Armijny, X Korpus Armijny)
  - 3 Dywizja Pancerna SS Totenkopf
  - 12 Dywizja Piechoty
  - 30 Dywizja Piechoty
  - 32 Dywizja Piechoty
  - 123 Dywizja Piechoty
  - 290 Dywizja Piechoty[2].

## Galeria

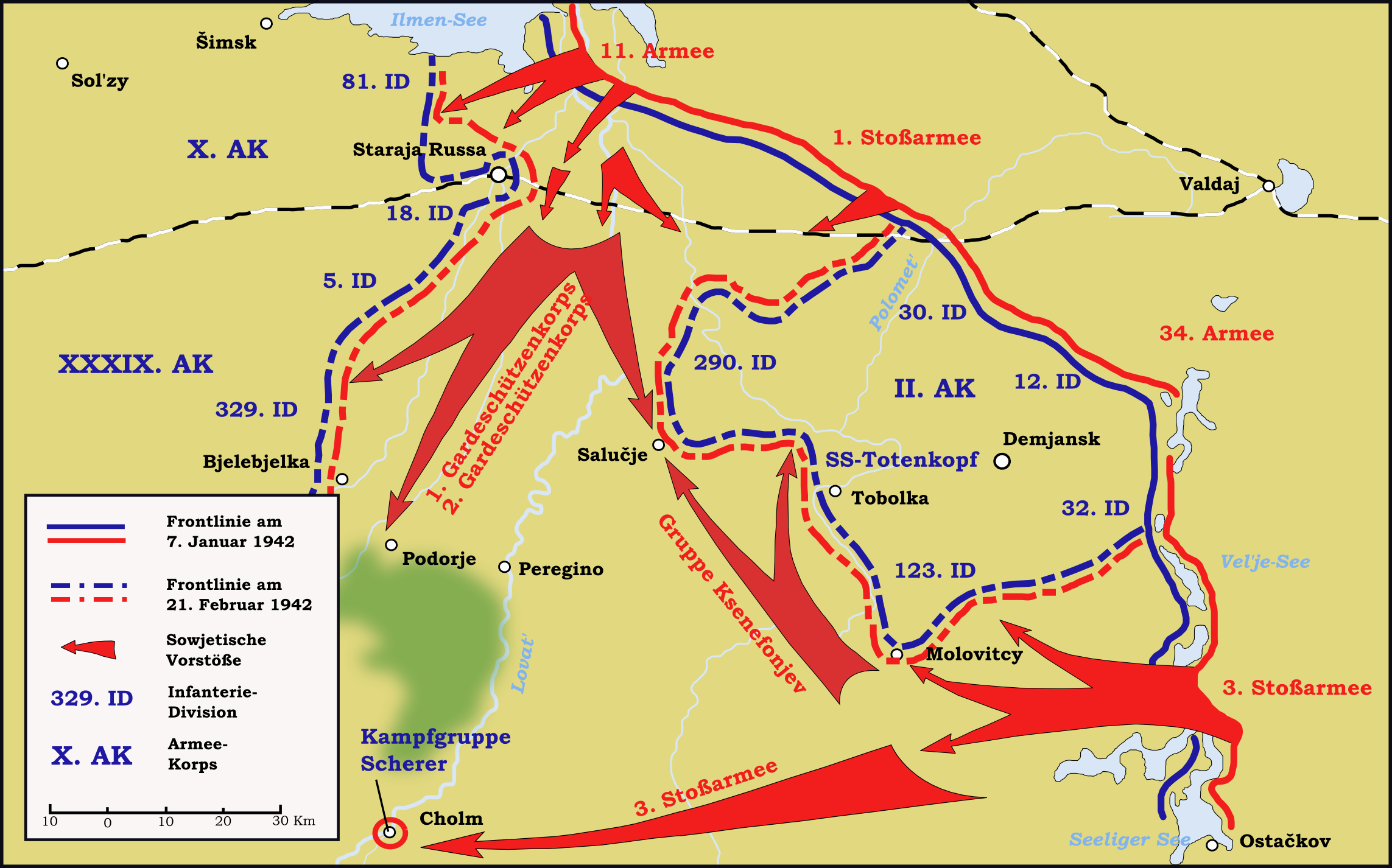
Mapa ofensywy Armii Czerwonej na południe od jeziora Ilmień pomiędzy 7 stycznia a 21 lutego 1942 roku
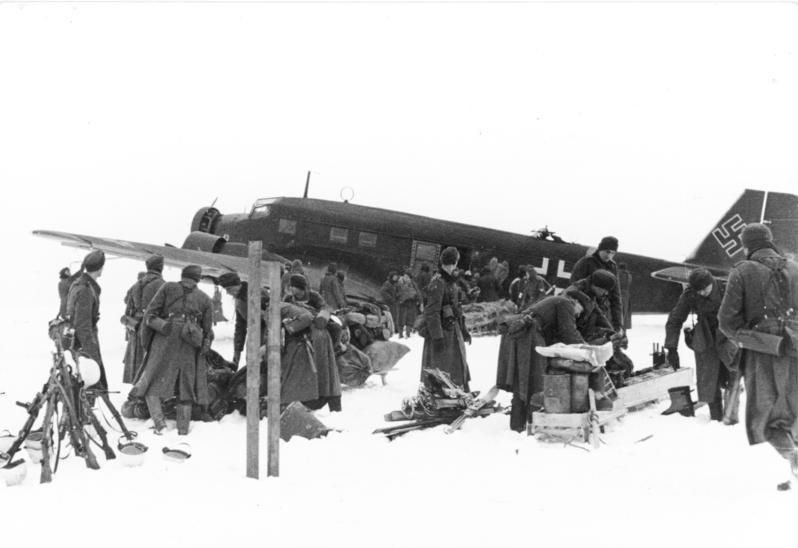
Samoloty transportowe Junkers Ju 52 zaopatrują okrążone niemieckie wojska w kotle demiańskim
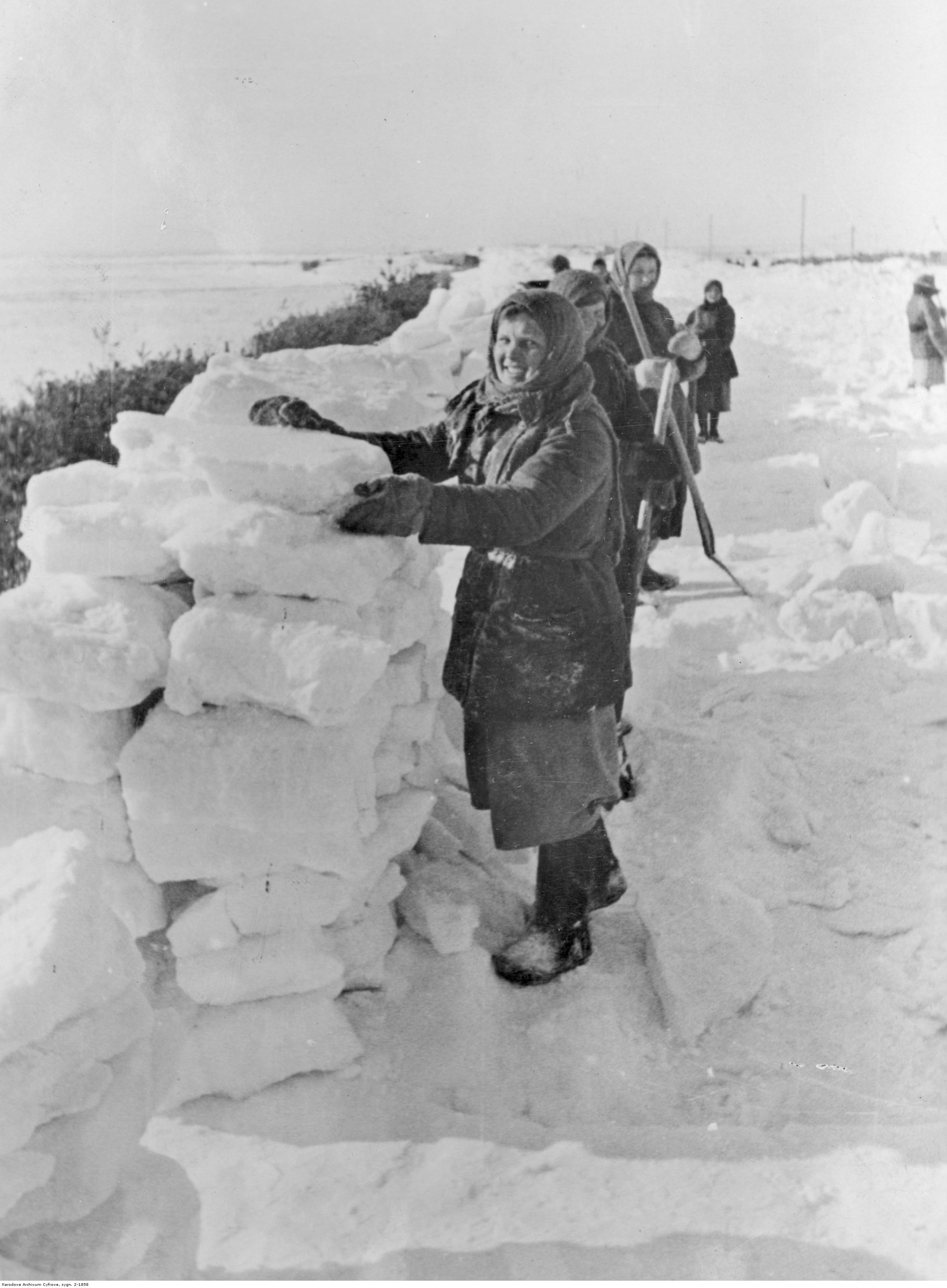
Budowa muru ze śniegu (wzdłuż drogi) przez kobiety z okolic Demjańska